# Halve van Den Helder
De Halve van Den Helder is een hardloopwedstrijd over 21,1 km (halve marathon) die sinds 2010 jaarlijks wordt gehouden in Den Helder. Het wordt gehouden op de tweede of derde zondag van april. Op de zaterdag voor de halve marathon wordt een wandeleditie georganiseerd over dezelfde afstand. Naast de halve marathon, die ook in estafetteverband gelopen kan worden, kunnen ook de afstanden 10 en 4 kilometer worden gelopen. Tot en met 2019 waren de alternatieve afstanden 13,7 en 5 kilometer. Daarnaast worden er afstanden voor kinderen georganiseerd.
De start en finish zijn op Willemsoord met als uitvalsbasis de Stadshal van Theater de Kampanje. Vanaf 2023 loopt de route door de binnenstad, via het Huisduiner Poldertje en de Donkere Duinen om zich langs de kust, over de dijk, te vervolgen tot de finish. In eerdere jaren ging de loop onder andere via de N250, Stelling Den Helder en Fort Erfprins, dit fort is normaal een afgesloten defensieterrein.

## Uitslagen
| Jaar          | Snelste man        | Land      | Tijd    | Snelste vrouw        | Land      | Tijd    |
| ------------- | ------------------ | --------- | ------- | -------------------- | --------- | ------- |
| 11 april 2010 | Bert Deschodt      | België    | 1:16.45 | Judy van den Berg    | Nederland | 1:28.00 |
| 10 april 2011 | Jan Stuursma       | Nederland | 1:14.29 | Lucienne Groenendijk | Nederland | 1:26.59 |
| 15 april 2012 | Jan Stuursma       | Nederland | 1:14.56 | Marijke de Wijs      | Nederland | 1:33.02 |
| 14 april 2013 | Henry Sang         | Frankrijk | 1:07.09 | Mariska Kramer       | Nederland | 1:20.30 |
| 13 april 2014 | Iwan Kamminga      | Nederland | 1:10.01 | Danielle Krijgsman   | Nederland | 1:29.32 |
| 12 april 2015 | Michiel de Ruiter  | Nederland | 1:11.02 | Millicent Kuria      | Kenia     | 1:17.17 |
| 10 april 2016 | Victor Kirui       | Kenia     | 1:06.31 | Edith Chelimo        | Kenia     | 1:10.34 |
| 9 april 2017  | Luca Assorgia      | Nederland | 1:10.56 | Margriet Berkhout    | Nederland | 1:26.02 |
| 8 april 2018  | Filmon Tesfu       | Nederland | 1:09.30 | Lilian Jelagat       | Kenia     | 1:13.23 |
| 14 april 2019 | Filmon Tesfu       | Nederland | 1:11.17 | Suzan Nieman         | Nederland | 1:25.47 |
| 16 april 2023 | Filmon Tesfu       | Nederland | 1:08.03 | Dieuwertje Bax       | Nederland | 1:21.57 |
| 14 april 2024 | Joffre Hooijschuur | Nederland | 1:10.34 | Dieuwertje Bax       | Nederland | 1:20.52 |
| 6 april 2025  | Joffre Hooijschuur | Nederland | 1:11.25 | Dieuwertje Bax       | Nederland | 1:24.10 |

Amersfoort ·
Amsterdam ·
Breda ·
Den Haag ·
Den Helder ·
Dordrecht ·
Drunen ·
Eindhoven ·
Egmond aan Zee ·
Enschede ·
Etten-Leur ·
Haarlem ·
Haarlemmermeer ·
Hoorn ·
Leeuwarden ·
Leiden ·
Linschoten ·
Monster ·
Nijmegen ·
Pijnacker ·
Schoorl ·
Spijkenisse ·
Terschelling ·
Texel ·
Utrecht ·
Venlo ·
Zandvoort ·
Zwolle